# 蓝铃花
蓝铃花（Hyacinthoides non-scripta）是一种鳞茎状的多年生植物，它主要分布在西班牙西北部至英伦三岛的大西洋地区。蓝铃花最早由卡尔·林奈在其1753年的著作《植物种志》中描述。